# Orthochirus afghanus
Espèce
Orthochirus afghanus est une espèce de scorpions de la famille des Buthidae.

## Distribution
Cette espèce est endémique de la province de Nangarhar en Afghanistan. Elle se rencontre vers Jalalabad.

## Description
La femelle holotype mesure 36,2 mm.

## Étymologie
Son nom d'espèce lui a été donné en référence au lieu de sa découverte, l'Afghanistan.

## Publication originale
- Kovařík, 2004 : « Revision and taxonomic position of genera Afghanorthochirus Lourenço & Vachon, Baloorthochirus Kovařík, Butheolus Simon, Nanobuthus Pocock, Orthochiroides Kovařík, Pakistanorthochirus Lourenço, and Asian Orthochirus Karsch, with descriptions of twelve new species (Scorpiones, Buthidae). » Euscorpius, no 16, p. 1-32 (texte intégral).